# Lilla Stångsvatten
Lilla Stångsvatten är en sjö i Kungälvs kommun i Bohuslän och ingår i Göta älv-Bäveåns kustområde. Lilla Stångsvatten ligger i Svartedalen Natura 2000-område. Sjön är 10,8 meter djup, har en yta på 0,0115 kvadratkilometer och befinner sig 85 meter över havet.